# US Open 1988
Die 108. US Open 1988 fanden vom 29. August bis 11. September 1988 im Flushing-Meadows-Park in New York statt.
Titelverteidiger im Einzel waren Ivan Lendl bei den Herren sowie Martina Navratilova bei den Damen. Im Herrendoppel waren Stefan Edberg und Anders Järryd, im Damendoppel Martina Navrátilová und Pam Shriver und im Mixed Martina Navrátilová und Emilio Sánchez die Titelverteidiger.

## Herreneinzel

### Setzliste
| Nr. | Spieler        | Erreichte Runde |
| --- | -------------- | --------------- |
| 01. | Ivan Lendl     | Finale          |
| 02. | Mats Wilander  | Sieg            |
| 03. | Stefan Edberg  | Achtelfinale    |
| 04. | Andre Agassi   | Halbfinale      |
| 05. | Boris Becker   | 2. Runde        |
| 06. | Jimmy Connors  | Viertelfinale   |
| 07. | Yannick Noah   | 2. Runde        |
| 08. | Miloslav Mečíř | 3. Runde        |

| Nr. | Spieler                | Erreichte Runde |
| --- | ---------------------- | --------------- |
| 09. | Tim Mayotte            | 3. Runde        |
| 10. | Henri Leconte          | 3. Runde        |
| 11. | Brad Gilbert           | 2. Runde        |
| 12. | Guillermo Pérez Roldán | 3. Runde        |
| 13. | Jonas Svensson         | 2. Runde        |
| 14. | Andrés Gómez           | 3. Runde        |
| 15. | Anders Järryd          | 3. Runde        |
| 16. | John McEnroe           | 2. Runde        |

## Dameneinzel

### Setzliste
| Nr. | Spielerin           | Erreichte Runde |
| --- | ------------------- | --------------- |
| 01. | Steffi Graf         | Sieg            |
| 02. | Martina Navratilova | Viertelfinale   |
| 03. | Chris Evert         | Halbfinale      |
| 04. | Pam Shriver         | 2. Runde        |
| 05. | Gabriela Sabatini   | Finale          |
| 06. | Manuela Maleeva     | Viertelfinale   |
| 07. | Helena Suková       | Achtelfinale    |
| 08. | Natallja Swerawa    | 1. Runde        |

| Nr. | Spielerin            | Erreichte Runde |
| --- | -------------------- | --------------- |
| 09. | Lori McNeil          | 3. Runde        |
| 10. | Claudia Kohde-Kilsch | 3. Runde        |
| 11. | Zina Garrison        | Halbfinale      |
| 12. | Barbara Potter       | Achtelfinale    |
| 13. | Mary Joe Fernández   | 3. Runde        |
| 14. | Katerina Maleewa     | Viertelfinale   |
| 15. | Sylvia Hanika        | 3. Runde        |
| 16. | Laryssa Sawtschenko  | Viertelfinale   |

## Herrendoppel

### Setzliste
| Nr. | Paarung                             | Erreichte Runde |
| --- | ----------------------------------- | --------------- |
| 01. | Ken Flach Robert Seguso             | Halbfinale      |
| 02. | Jorge Lozano Todd Witsken           | Halbfinale      |
| 03. | Sergio Casal Emilio Sánchez Vicario | Sieg            |
| 04. | Kevin Curren David Pate             | Viertelfinale   |
| 05. | Rick Leach Jim Pugh                 | Finale          |
| 06. | Andrés Gómez Anders Järryd          | Achtelfinale    |
| 07. | Pieter Aldrich Danie Visser         | 1. Runde        |
| 08. | Kelly Evernden Johan Kriek          | 2. Runde        |

| Nr. | Paarung                        | Erreichte Runde |
| --- | ------------------------------ | --------------- |
| 09. | Miloslav Mečíř Tomáš Šmíd      | Achtelfinale    |
| 10. | Wally Masur Mark Woodforde     | 2. Runde        |
| 11. | Guy Forget Henri Leconte       | Achtelfinale    |
| 12. | Paul Annacone Patrick McEnroe  | Viertelfinale   |
| 13. | Grant Connell Glenn Michibata  | 1. Runde        |
| 14. | Scott Davis Jakob Hlasek       | Achtelfinale    |
| 15. | Peter Doohan Jim Grabb         | Achtelfinale    |
| 16. | Joakim Nyström Mikael Pernfors | 2. Runde        |

## Damendoppel

### Setzliste
| Nr. | Paarung                              | Erreichte Runde |
| --- | ------------------------------------ | --------------- |
| 01. | Martina Navratilova Pam Shriver      | Halbfinale      |
| 02. | Steffi Graf Gabriela Sabatini        | Halbfinale      |
| 03. | Claudia Kohde-Kilsch Helena Suková   | Achtelfinale    |
| 04. | Lori McNeil Betsy Nagelsen           | Viertelfinale   |
| 05. | Laryssa Sawtschenko Natallja Swerawa | 2. Runde        |
| 06. | Eva Pfaff Elizabeth Smylie           | 1. Runde        |
| 07. | Jana Novotná Catherine Suire         | Achtelfinale    |
| 08. | Gigi Fernández Robin White           | Sieg            |

| Nr. | Paarung                                | Erreichte Runde |
| --- | -------------------------------------- | --------------- |
| 09. | Katrina Adams Zina Garrison            | 2. Runde        |
| 10. | Chris Evert Wendy Turnbull             | Viertelfinale   |
| 11. | Penny Barg Elise Burgin                | Achtelfinale    |
| 12. | Patty Fendick Jill Hetherington        | Finale          |
| 13. | Catarina Lindqvist Tine Scheuer-Larsen | Achtelfinale    |
| 14. | Natalia Bykova Leila Mes’chi           | 1. Runde        |
| 15. | Isabelle Demongeot Nathalie Tauziat    | 1. Runde        |
| 16. | Jo Durie Sharon Walsh-Pete             | 2. Runde        |

## Mixed

### Setzliste
| Nr. | Paarung                          | Erreichte Runde |
| --- | -------------------------------- | --------------- |
| 01. | Jorge Lozano Lori McNeil         | 1. Runde        |
| 02. | Jim Pugh Jana Novotná            | Sieg            |
| 03. | Patrick McEnroe Elizabeth Smylie | Finale          |
| 04. | Rick Leach Patty Fendick         | Achtelfinale    |

| Nr. | Paarung                        | Erreichte Runde |
| --- | ------------------------------ | --------------- |
| 05. | Mark Woodforde Catherine Suire | 1. Runde        |
| 06. | Paul Annacone Betsy Nagelsen   | Achtelfinale    |
| 07. | Kelly Jones Robin White        | 1. Runde        |
| 08. | Sherwood Stewart Zina Garrison | Viertelfinale   |